# Scartichthys crapulatus
Scartichthys crapulatus es una especie de pez de la familia Blenniidae en el orden de los Perciformes.

## Morfología
• Los machos pueden llegar alcanzar los 11,6 cm de longitud total.

## Reproducción
Es ovíparo.

## Hábitat
Es un pez de mar y de clima templado  que vive entre 1-15 m de profundidad.

## Distribución geográfica
Se encuentran en las costas de Valparaíso (Chile ).